# Zaitunia persica
Espèce
Zaitunia persica est une espèce d'araignées aranéomorphes de la famille des Filistatidae.

## Distribution
Cette espèce est endémique d'Iran. Elle se rencontre dans les provinces du Fars, d'Ispahan et de Téhéran.

## Description
La femelle décrite par Zonstein et Marusik en 2016 mesure 5,90 mm.

## Étymologie
Son nom d'espèce lui a été donné en référence au lieu de sa découverte, la Perse.

## Publication originale
- Brignoli, 1982 : Contribution à la connaissance des Filistatidae paléarctiques (Araneae). Revue Arachnologique, vol. 4, p. 65-75.